# Гілльшайд
Гілльшайд (нім. Hillscheid) — громада в Німеччині, розташована в землі Рейнланд-Пфальц. Входить до складу району Вестервальд. Складова частина об'єднання громад Гер-Гренцгаузен.
Площа — 14,08 км2. Населення становить 2421 ос. (станом на 31 грудня 2020).

## Галерея

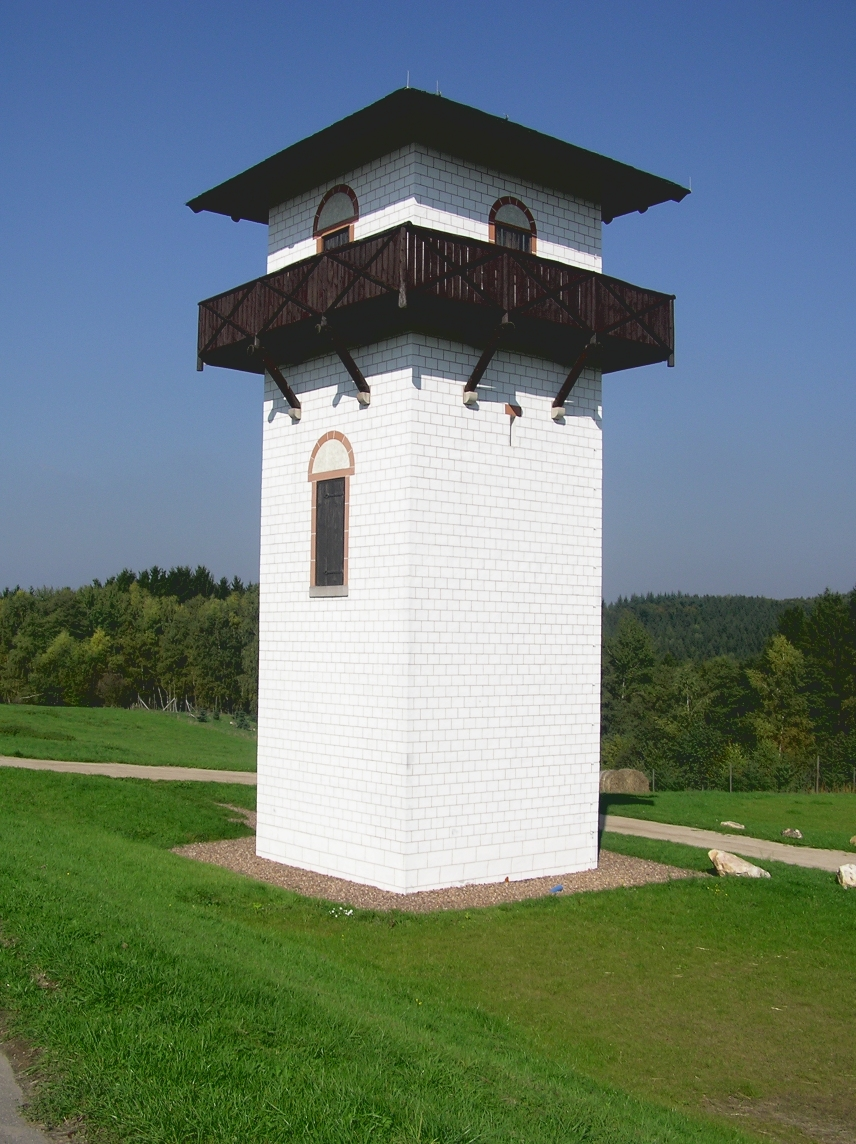